# Super Cane Magic ZERO - Legend of the Cane Cane
Super Cane Magic ZERO - Legend of the Cane Cane, anche noto semplicemente come Super Cane Magic ZERO è un videogioco Action RPG sviluppato da Studio Evil, nata da un'idea del fumettista Sio.

## Trama
Ma Giorgio non c'entra nulla con la nostra storia.»
(Frase d'apertura del gioco)
Il planetoide WOTF è in subbuglio da quando la magia è andata completamente fuori controllo per colpa del cane magico AAAH! e dei suoi poteri. Improbabili eroi sono caduti dal cielo e per salvare il mondo vengono guidati da una gigante torta parlante alla fragola. Ma per prima cosa, devono trovare i sei maghi e streghe dell’Accademia di Poptarts.

## Modalità di gioco
Ci sono due modalità di gioco principali, ovvero Storia, in cui il giocatore dovrà trovare tutti i maghi e, per fare ciò, attraversare diversi dungeon, e Arena, in cui ci si può sfidare in massimo 4 giocatori.

## Accoglienza
| Testata        | Giudizio |
| -------------- | -------- |
| IGN            | 7,5      |
| Multiplayer.it | 7/10     |
| Tom's Hardware | 8,5/10   |

Il gioco è stato selezionato al PAX South 2018 e tra i finalisti dell'IndieCade Europe 2018.

## Personaggi
Il magico mondo di WOTF è pieno di personalità potenti ed eccentriche. Aiutale e molte verranno sbloccate come personaggi giocabili! Ciascuno ha un assortimento unico di talenti e abilità. Si può interpretare Coso, Cosa, Annacosa e Giancoso, Sofacchia, Missy Italy, Il dottor. Culocane, Mariangiogiangela, Evelino, Nonno Laser, Flascio, Yogurt, Pesceman, Cook, Dr. Osse, Daw, Bana, Dottor Malvagius e il Ninja Kogi tutti creati dal creatore del gioco, Sio, che è un altro personaggio sbloccabile.
(N.B. Coso, Cosa, Annacosa e Giancoso sono già sbloccati dall'inzio del gioco.)

## Come sbloccare i personaggi sbloccabili
1. Dr. Culocane: Il Dr. Culocane si trova a Poptarts, per sbloccarlo è necessario ricostruire il suo laboratorio (ad ovest di Poptarts), dopodiché potremmo pagare per farlo smettere di lavorare (350 croccantini).
2. Evelino: Evellino lo troviamo dentro la Nave Madre del WPD, raggiungibile dal centro di Minestronia. Per sbloccarlo dovremmo dargli dei croccantini.
3. Sio: Sio apparirà quando avremmo ricostruito la taverna a Poptarts, per sbloccarlo dovremmo poi dargli 500 croccantini.
4. Nonno Laser: Nonno Laser si trova alle Pendici del Vulcano Laser. Per prima cosa dovremmo arrivare all'anello giallo, saltando dalle varie piattaforme con nel punto 1 della mappa, servendoci del componente molla, acquistabile a Poptarts per 2500 salami dopo aver ricostruito la fumetteria. Dopodiché dovremmo posizionare l'anello giallo sul relativo pulsante (punto 2), e potremmo poi raggiungere Nonno Laser, che ci chiederà se vogliamo dargli dei croccantini per raddoppiare la mana. Oltre quello, se accettiamo, sbloccheremo anche Nonno Laser.
5. Flascio: Flascio si potrà sbloccare dal centro di Poptarts dopo aver completato il primo dungeon degli avventurieri Elite, che si trova a nord-ovest delle Pendici del Vulcano Laser. Per essere un avventuriero Elite si dovrà parlare con il tipo in armatura sempre nel chiosco al centro di Poptarts, dopo che lo avremmo ricostruito naturalmente.
6. Yogurt: Yogurt si potrà sbloccare dal centro di Poptarts dopo aver completato la seconda quest degli avventurieri Elite (per sbloccarla dovremo essere un avventuriero Elite di secondo livello, ovvero dovremo pagare ancora il tipo in armatura). La seconda quest si trova ad Ovest nell'Oceano.
7. Pesceman: Per sbloccare PesceMan dovremo seguire questi tre passaggi: 1. Dovremmo pagare tre volte l'omino al centro di Poptarts per togliere le macerie e ricostruire le varie strutture della città, così facendo sbloccheremo una meraviglia mondiale, che è anche un passaggio segreto per Un Posto Innominabile. 2. Nel Posto Innominabile dobbiamo semplicemente prendere i vari oggetti e posizionarli sui pulsanti a nord della mappa. 3. Una volta aperta la porta dovremmo dare 350 croccantini a PesceMan per farlo unire alla squadra.
8. Cook: Possiamo raggiungere Cook ad ovest delle Pendici del Vulcano Laser, per aprire la porta dietro la quale è bloccato dovremmo dare 1000 croccantini al Pirata Boss li vicino. Se non lo faremo ci attaccherà.
9. Dr. Osse: Per sbloccare Dr.Osse dovremmo raggiungere il passaggio a nord ovest della Cripta di Ray Skeletron usando il componente molla, dopodiché ci troveremo in una Cripta Umida e Spaventosa, nella qualle dovremmo tirare 7 leve per aprire un passaggio per una boss fight (che non ci interessa per sbloccare Dr.Osse), e una porta più a nord dietro la quale appunto troveremo Dr.Osse.
10. Daw: Per sbloccare questo personaggio dobbiamo seguire questi tre punti: 1. Dobbiamo andare prima alla nave madre dal centro di Minestronia, e dobbiamo fare il dungeon a cui possiamo accedere dalla destra, dove dobbiamo sedare una rivolta in carcere. Per andare avanti in quel livello abbiamo bisogno di un'arma di tipo magia per abbattere diverse barriere di tipo magia. Una volta finito quel dungeon possiamo tornare alla nave madre e accedere alla parte sinistra, dove troveremo il componente Router. 2. Una volta raccolto il componente Router dobbiamo recarci al centro delle distese vulcaniche, fino ad una collina verde, al centro della quale dobbiamo usare il componente Router per poter accedere ad un livello segreto. 3. Ci troveremo dentro Internet dei Ninja, a questo punto dobbiamo solo completare il livello e battere il boss finale, per accedere al teschio viola, da usare sul relativo pulsante, e sbloccare così Daw.
11. Bana: Per sbloccare questo personaggio sono necessari 4 passaggi: 1. Dal centro di Minestronia, accedere alla nave madre del WPD, e da li potremmo andare nella prigione dove dovremmo sedare una rivolta (abbiamo bisogno di un'arma di tipo magia per abbattere qualche barriera). Una volta finito il dungeon, sempre dalla nave del WPD potremmo accedere all'oggetto Router, che ci servirà per ripristinare internet. 2. Sempre a Minestronia possiamo trovare il primo accesso ad Internet, raggiungibile con il componente molla (acquistabile a Poptarts dopo aver ricostruito la fumetteria). Per completare il dungeon sono necessarie armi di tipo fuoco, acqua, veleno e magia per abbattere delle barriere, e alla fine dobbiamo solo tirare una leva. 3. Il secondo accesso ad internet lo si trova nelle Distese Vulcaniche, al centro della mappa, dove c'è una collina verde. Fa sempre comodo il componente molla. 4. Una volta completati entrambi i dungeon si deve tornare alla nave madre del WPD, al centro di Minestronia, per poter parlare con Bana e sbloccarlo così come personaggio giocabile.
12. Malvagius: Malvagius si sblocca all'accademia di Poptarts dopo aver finito il gioco.
13. Ninja Kogi: Il Ninja Kogi si trova nella Terribile Cripta Mutaforma, accessibile dall'oceano, quando si è un Avventuriero Elite di secondo livello. Purtroppo la Terribile Cripta Mutaforma è di generazione casuale, quindi trovarlo è pura fortuna.